# Topologický prostor
Topologický prostor je matematický objekt studovaný disciplínou zvanou topologie. Uplatňuje se zejména v geometrii a matematické analýze. Reprezentuje informace o „tvaru“ nějaké množiny, ovšem (na rozdíl od metrických prostorů) ne o vzdálenostech mezi jejími prvky (často zvaných „body“).
Proto je písmeno K (v bezpatkovém písmu) topologicky shodné neboli homeomorfní s písmenem X a symbolem +. T je shodné s E a F, X s K, i s j a středníkem (jde o úsečku a bod na ní neležící), B s cifrou 8, P s 9 atd. Shodná s úsečkou (a tedy i mezi sebou) jsou písmena I, J, L, M, N, U, V, W, Z a cifry 1, 2, 3, 5. Topologická shodnost v geometrii tedy znamená, že jeden tvar je možné z druhého získat „natahováním a ohýbáním“, ovšem bez odtržení části a případně jejího „přilepení“ jinam.
Topologický prostor je abstraktní struktura, tj. je jím jakákoli množina {\displaystyle T} (zvaná „nosná množina“) vybavená informací, které podmnožiny {\displaystyle A\subseteq T} jsou otevřené. Této struktuře se říká „topologická struktura“ nebo častěji „topologie“, což je zároveň i název souvisejícího oboru matematiky.
Metrickým prostorem je jakákoli nosná množina vybavená metrikou, tj. informací o vzdálenosti mezi svými prvky, která splňuje několik nejzákladnějších axiomů, aby byla zajištěna alespoň minimální míra podobného chování, jaké má vzdálenost v běžném prostoru, např. pro body {\displaystyle x,y} musí platit {\displaystyle d(x,y)=d(y,x)}. Každá metrika pak definuje, které množiny jsou otevřené. 
Pomocí otevřených množin - již bez dalšího využití metriky - je následně v metrických prostorech definováno mnoho pojmů, např. hranice množiny, souvislost, kompaktnost, okolí, konvergence posloupnosti, spojitost funkce a mnoho dalších. Naproti tomu některé pojmy se bez metriky neobejdou a nelze je tedy definovat v topologických prostorech, např. úplný prostor nebo stejnoměrná konvergence (pro niž se zavádí pojem uniformní prostor, který leží svojí mírou informace někde mezi metrickým a topologickým).
Metrika tedy definuje otevřené množiny, ovšem znalost toho, které množiny jsou otevřené, umožňuje definovat uvedené pojmy i bez znalosti metriky. To bylo motivací pro vznik nové disciplíny, topologie. Z každého metrického prostoru může (na téže nosné množině) vzniknout topologický prostor „vymazáním“ informace o metrice (tj. vzdálenosti) při zachování informace, které množiny jsou otevřené - toto je takřka exaktní definice metrizovatelného topologického prostoru. Ty, které nejsou metrizovatelné (tj. vzniklé z nějakého metrického prostoru), jsou většinou velmi vzdálené intuici, která pochází z geometrie; přesto mají hojné uplatnění mj. v teorii velkých kardinálních čísel, v algebraické topologii, funkcionální analýze, teorii kategorií, teoretické informatice, fyzice, ekonomii a teorii her.
Exaktní definice zní, že topologickým prostorem je každá uspořádaná dvojice {\displaystyle (T,\tau )}, kde 
- {\displaystyle T} je neprázdná množina (zvaná „nosná množina“).
- {\displaystyle \tau \subseteq P(T)}, tj. {\displaystyle \tau } obsahuje některé (případně všechny) podmnožiny {\displaystyle T}; ty jsou nazývány „otevřené množiny“.
- {\displaystyle \emptyset \in \tau ,T\in \tau }, tj. prázdná množina i celé {\displaystyle T} jsou vždy otevřené.
- Pro každý systém otevřených množin, tj. {\displaystyle S\subseteq \tau }, je jejich sjednocení také otevřenou množinou; pokud navíc je {\displaystyle S} konečná (neprázdná) množina, musí být otevřený i jejich průnik.

Tyto axiomy zajišťují jistou míru podobnosti s chováním otevřeným množin v metrických prostorech, např. na reálné ose: sjednocní libovolného počtu a průnik konečného počtu otevřených množin je vždy otevřená množina. Průnik nekonečného počtu otevřených množin však nemusí, jak dosvědčuje například 
- soubor otevřených intervalů {\displaystyle (-1-1/n;1+1/n)} pro přirozené {\displaystyle n}, jehož průnikem je uzavřený interval {\displaystyle \langle -1;1\rangle }.
- Nebo souboru {\displaystyle (0;1+1/n)}, jehož průnik {\displaystyle (0;1\rangle } není otevřenou ani uzavřenou množinou.

## Neformální úvod
Pojmy uzavřená množina, kompaktní množina, spojité zobrazení, konvergence posloupnosti a mnohé další byly původně zavedeny pro podmnožiny reálných čísel[zdroj?]. Lze je však definovat podobně na libovolné množině, na které je dána metrika, tzv. metrický prostor. Metrika je funkce, která splňuje několik axiomů, které zobecňují klasickou euklidovskou vzdálenost.
Pojem „topologický prostor“ vznikl proto[zdroj?], aby bylo možné mnoho metrických pojmů rozšířit na ještě širší skupinu množin, včetně některých, na nichž nemá smysl zavádět strukturu metrického prostoru. Příkladem takových množin jsou ordinální čísla.
Topologie stanoví, které množiny pokládáme za otevřené, a všechny ostatní pojmy definujeme pomocí otevřených množin. Topologickým prostorem je tedy každá množina (tzv. nosná množina) spolu se systémem jejích podmnožin (tzv. otevřené množiny), pokud splňují axiomy topologického prostoru.
Každý metrický prostor je topologickým prostorem, protože sjednocení otevřených koulí přirozeně definují systém otevřených množin. Pojmy definované topologicky splývají s pojmy zavedenými pomocí metriky - například zobrazení mezi dvěma metrickými prostory je spojité v metrickém smyslu právě tehdy, pokud je spojité v topologickém smyslu.
Jiný přístup k topologii je matematické uchopení pojmu tvar. Pro běžná geometrická tělesa platí, že se dají na sebe vzájemně spojitě zobrazit, pokud mají stejnou topologii.

## Definice
Topologickým prostorem nazveme množinu {\displaystyle X} společně s kolekcí {\displaystyle \tau } podmnožin {\displaystyle X}, splňující následující axiomy:
1. {\displaystyle \emptyset \in \tau }, {\displaystyle X\in \tau }
2. sjednocení libovolného počtu (tj. konečného, spočetného i nespočetného) množin z {\displaystyle \tau } leží v {\displaystyle \tau }
3. průnik konečného počtu množin z {\displaystyle \tau } leží v {\displaystyle \tau }

Kolekci {\displaystyle \tau } říkáme topologie na {\displaystyle X} (pojem topologie se také používá pro matematickou disciplínu). Množiny v {\displaystyle \tau } pak nazveme otevřené množiny, jejich doplňky v {\displaystyle X} uzavřené množiny.
Konkrétní topologický prostor bývá často označován jako uspořádaná dvojice {\displaystyle (X,\tau )}, tj. jako matematická struktura s nosnou množinou {\displaystyle X} a vybavená informací {\displaystyle \tau }.

## Homeomorfní topologické prostory

Spojitá deformace (homotopie) hrníčku na pneumatiku (toroid) ilustruje, že tyto dva předměty jsou topologicky shodné.

Říkáme, že dva topologické prostory jsou homeomorfní, pokud mezi nimi existuje homeomorfismus, tzn. zobrazení které je prosté a na, je spojité a jeho inverze je spojitá. Z pohledu topologie jsou takové prostory identické (mají stejné topologické vlastnosti).
Topologie zkoumá tvar objektů bez přihlédnutí ke vzdálenostem. Například písmena K a I jsou topologicky shodná (homeomorfní), pokud je chápeme jako dvojrozměrné útvary (tužka kreslí čáru o nenulové tloušťce), protože písmeno I vyrobené z velmi pružné gumy lze vytvarovat v K (a také v C,E,F,G,J,L atd.). Písmeno O je topologicky shodné s A,D,P, zatímco písmeno B je topologicky shodné s číslicí 8.
Pokud písmena chápeme jako křivku ve dvourozměrném prostoru (jako tužka kreslící úsečky o nulové tloušťce), pak písmena E a T (bez patiček) jsou topologicky shodná navzájem, ale liší se od K, neboť K má bod, ze kterého „vyhýbají“ čtyři křivky (je jedno, zda jsou to úsečky nebo křivé čáry), zatímco E takový bod nemá.
Každé dvě křivky, které neprotínají samy sebe jsou homeomorfní (například písmena I a L - nezáleží na tom, že L má ostrý zlom).

## Jemnější a hrubší topologie
O dvou topologiích J, H na téže množině řekneme, že J je jemnější než H (neboli H je hrubší, než J), pokud H{\displaystyle \subseteq }J, tedy každá množina otevřená v topologii H je otevřená i podle J.
Nejhrubší topologie na libovolné množině {\displaystyle X} je tzv. triviální topologie, která je tvořena pouze množinou {\displaystyle X} a prázdnou množinou {\displaystyle \emptyset }, tzn. {\displaystyle \tau =\{\emptyset ,X\}}.
Naopak nejjemnější topologie na jakékoli množině je diskrétní topologie, která obsahuje všechny podmnožiny X. Každá podmnožina X je tak zároveň otevřená i uzavřená.

## Příklady topologických prostorů
- Množina reálných čísel s topologií generovanou otevřenými intervaly. Znamená to, že množina je otevřená, pokud vznikla sjednocením otevřených intervalů
- Metrický prostor je topologický prostor s topologií otevřených množin generovaných otevřenými koulemi. To zahrnuje i Banachovy prostory či Hilbertovy prostory.
- Varieta s topologií definovanou daným atlasem.
- Riemannovy plochy
- Obecné lebesguovy prostory
- Dlouhá přímka
- Algebraická varieta se Zariského topologií. Tato topologie používaná v algebraické geometrii není Hausdorfovská.
- Třída všech ordinálních čísel nebo jakýkoli její počáteční úsek {\displaystyle P}. Otevřené množiny jsou takové, které s každou svojí podmnožinou obsahují i její supremum, pokud toto leží v {\displaystyle P}. To je ekvivalentní s tvrzením rostoucí posloupnost ordinálů z {\displaystyle P} konverguje k {\displaystyle \alpha \in P}, právě když jejím supremem je {\displaystyle \alpha \in P}.